# Strada provinciale 5 S. Donato
La strada provinciale 5 San Donato è una strada provinciale italiana della città metropolitana di Bologna.

## Percorso
Posta in continuazione con le cittadine vie Zamboni e San Donato, la SP 5 inizia a Quarto Inferiore procedendo in direzione nord-est. Raggiunge quindi Granarolo dell'Emilia e, in seguito, interseca la SP 3. Dopodiché attraversa Minerbio, la sua frazione Tintoria e Baricella. All'altezza di San Gabriele, Mondonuovo (Baricella) e Alberino (Molinella), la strada vira progressivamente a sud-est in modo da seguire la riva destra del fiume Reno. Passando a nord di Molinella incrocia la SP 6, poi incontra altre località del comune, fra le quali Marmorta. Il termine della strada si trova sul confine con la provincia di Ferrara, dopo il quale diventa SP 47 "Ponte Nero-Ponte Accursi".